# راکین رابین
«راکین رابین» (به انگلیسی: Rockin' Robin) ترانه‌ای است که لئون رنه آن را نوشته‌است و اولین بار در سال ۱۹۵۸ توسط بابی دی اجرا شده‌است. تک‌آهنگ «راکین رابین» در زمان انتشارش در ایالات متحده تا ردهٔ دوم ۱۰۰ آهنگ داغ بیلبورد صعود کرد.
در سال ۱۹۷۲ مایکل جکسون نسخهٔ جدیدی از «راکین رابین» را بازخوانی کرد که موفق‌ترین تک‌آهنگ آلبوم باید آنجا باشم بود و در جدول ۱۰۰ آهنگ داغ بیلبورد شماره ۲ شد.